# Malabo
Malabo ([mäˈläbo̞]) is de hoofdstad en regeringszetel van Equatoriaal-Guinea. De stad ligt op het eiland Bioko in de provincie Bioko Norte, waarvan het tevens de hoofdplaats is. Malabo telde in 2011 naar schatting 137.000 inwoners en de stad is daarmee, op Bata na, de grootste stad van Equatoriaal-Guinea. De stad heeft een oppervlakte van 55 km².
Malabo ligt in het noordwesten van het eiland Bioko en grenst in het noorden en het westen aan de Golf van Bonny. In het zuiden en het oosten grenst de stad aan Rebola. Het centrum van Malabo ligt in het oosten van de stad aan de Baai van Malabo. Door de stad stromen een aantal kleine riviertjes.
De regio, waarin Malabo ligt, wordt al minstens 1500 jaar bewoond. Op 25 december 1827 werd de stad door de Britse William Owen gesticht. In de koloniale tijd en tot 1973 heette de stad Santa Isabel. Toen werd de naam gewijzigd in het kader van de politiek van Afrikaanse authenticiteit.
In het zuidoosten van Equatoriaal-Guinea wordt de stad Ciudad de la Paz gebouwd, die bedoeld is om de nieuwe hoofdstad van het land te worden.

## Stedenbanden
- Guadalajara (Mexico)